# Honda CR-V
Pour les articles homonymes, voir CRV.
Le Honda CR-V est un SUV fabriqué par le constructeur automobile japonais Honda depuis 1996. Il existe en deux et quatre roues motrices. Le sigle CR-V peut prendre des significations différentes selon le marché sur lequel le véhicule est vendu. Au Royaume-Uni, il signifie "Compact Recreational Vehicle" (Véhicule Récréatif Compact), au Japon Honda parle de "Comfortable Runabout Vehicle".
Le Honda CR-V est produit au Royaume-Uni et au Japon, et depuis 2007 aux États-Unis dans l'Ohio, ainsi qu'à Jalisco au Mexique pour le marché américain. Créé au début comme un véhicule de niche pour le Japon, Honda hésitait à le commercialiser et ne voulait pas concurrencer le Honda Passport sur le marché des SUV japonais. Le CR-V est le SUV le plus vendu au monde et aux États-Unis. En 2012, Honda a annoncé avoir vendu cinq millions d'exemplaires du CR-V depuis le lancement de la première version en 1996.

## Première génération (1996 - 2001)
Le Honda CR-V 1re génération est produit entre 1996 et 2001. À son lancement, le modèle ne possède qu'une seule finition et sa puissance maximale est de 126 ch (94 kW) délivrés par le 2 litres quatre cylindres en ligne B20B pour un couple de 180 N m. Courant 1999 Arrive la phase 2 du CR-V, comprenant le moteur B20Z (146 ch et couple identique au B20B). Disponible en traction ou 4 roues motrices, le CR-V dispose de sièges entièrement rabattables, permettant d'avoir 2 couchages, et d'une table de pique-nique rangée dans le plancher arrière.
À noter que les versions vendues au Japon, en Asie, en Europe et en Amérique sont quasiment identiques, ce qui permet un approvisionnement très facile en pièces détachées.

## Deuxième génération (2001 - 2006)
Le CR-V II tout en étant très proche esthétiquement du CR-V de première génération est plus spacieux, confortable et luxueux que ce dernier. Nouveauté pour la deuxième génération : celle-ci peut être associée à un moteur diesel i-CTDI de 140 ch avec distribution par chaîne, premier moteur diesel fabriqué par Honda.

## Troisième génération (2006 - 2011)
La troisième génération de CR-V a radicalement changé sa silhouette. Opération payante puisque ce modèle de Honda est désormais le SUV le plus diffusé sur les deux plus gros marchés du monde : en Chine et aux États-Unis. Durant sa carrière le CR-V recevra le 2.2 i-CTDI 140 ch puis le 2.2 i-DTEC de 150 ch à l'occasion de son restylage. Au Canada, en 2011, le modèle CR-V fut équipé d'un moteur de puissance de 180 chevaux.

## Quatrième génération (2012 - 2017)
La quatrième génération du CR-V,  est un SUV lancée en décembre 2011 au Japon, au printemps en Amérique du Nord et en Chine et fin 2012 en Europe. Le concept CR-V Concept est dévoilé à Los Angeles, aux États-Unis, en septembre 2011. Il est pour la première fois disponible en deux roues motrices (traction) en Europe en plus de la transmission intégrale non permanente habituelle. Un moteur 1.6 diesel sur le CR-V fut lancé en septembre 2013 en Europe.

### Europe
Trois moteurs sont disponibles : 1.6 i-DTEC (diesel) produisant soit 120 cv et 300 Nm de couple (2WD) ou 160 cv de puissance et 350 Nm de couple (4WD) (en remplacement du moteur N22B 2.2 i-DTEC associée à la boîte automatique à 5 vitesses et 150 ch, qui a été utilisée entre 2012 et 2015) ; et 2.0 i-VTEC (essence) produisant 155 ch de puissance et 192 Nm de couple (2WD et 4WD). Trois boîtes de vitesses sont disponibles : manuelle à 6 vitesses (essence et diesel), automatique à 5 vitesses (essence) et automatique à 9 vitesses (diesel)

### Asie

#### Chine
Le CR-V de quatrième génération a été lancé en Chine en février 2012.

#### Inde
En Inde, la quatrième génération du CR-V a été lancée en février 2013 avec 2 variantes, un moteur à essence de 2,0 litres et un moteur à essence de 2,4 litres de 185 cv. La variante de 2,0 litres est équipée d'une boîte manuelle à six vitesses ou d'une boîte automatique à cinq vitesses. La variante de 2,4 litres est proposée avec une boîte automatique, le système de transmission intégrale à la demande de Honda et un mode ECON pour augmenter le rendement énergétique.

#### Indonésie
En Indonésie, le CR-V de quatrième génération a été lancé par le distributeur officiel indonésien PT Honda Prospect Motor le 13 septembre 2012. Il existe 4 variantes disponibles : 2.0 LM/T, 2.0 LA/T, 2.4 LA/T et 2.4 LA/T Prestige. Le 2.4 LA/T est livré de série avec des jantes en alliage de 18 pouces, des phares antibrouillard, des poignées de porte chromées, une climatisation automatique à deux zones , des sièges en cuir, une clé intelligente, un bouton marche-arrêt, des palettes de changement de vitesse, une assistance au freinage, une assistance à la stabilité du véhicule (ESP), une assistance au démarrage en côte et un siège conducteur électrique. Le 2.4 LA/T Prestige est livré avec des garnitures de phares antibrouillard chromées, des embouts de silencieux et un système de navigation avec caméra de recul et capteur de stationnement. Toutes les versions utilisent une configuration à traction avant et un code de châssis RM3.
Il est doté de clignotants latéraux et de phares projecteurs sans feux de jour (DEL) préinstallés malgré l'espace dédié aux LED en bas du phare.
Le CR-V de quatrième génération restylé a été lancé en Indonésie le 14 janvier 2015. La variante 2.4LA/T Prestige Fender Audio est sortie en janvier 2016, avec un équipement audio amélioré de Fender.

#### Japon
Au Japon, le CR-V de quatrième génération a été lancé le 28 novembre 2011 et est en vente depuis le 2 décembre 2011. Le CR-V 2012 de spécification japonaise est proposé dans les variantes 2,0 L et 2,4 L. La variante 2,0 L est couplée à une transmission à variation continue avec convertisseur de couple qui a la même accélération au démarrage et les mêmes performances d'accélération globales que le modèle 2,4 L. La variante 2,0 L est uniquement disponible en traction avant ; la variante 2,4 L est disponible en modèle à quatre roues motrices uniquement et équipée d'une transmission automatique à 5 vitesses. Il a été abandonné au Japon en août 2016.

#### Malaisie
Le CR-V de quatrième génération a été lancé en Malaisie avec trois possibilité de moteur : 2,0 litres 2WD, 2,0 litres 4WD et 2,4 litres 4WD. La version 2WD est alimentée par une transmission automatique à cinq vitesses qui entraîne les roues avant. Alors que la version AWD envoie la puissance aux roues arrière si nécessaire. La version haut de gamme 2,4 litres AWD est couplée à une transmission automatique à 5 vitesses capable de générer environ 188 ch de puissance avec 222 Nm de couple.

#### Philippines
La quatrième génération du CR-V a été lancée début 2012 et est disponible en 3 niveaux de finition. Le 2.0 V qui est le modèle de base disponible avec une transmission manuelle à 6 vitesses ou une transmission automatique à 5 vitesses, pas de feux antibrouillard, pas de feux de virage latéraux, a des phares de type halogène et une antenne en aileron de requin et des feux arrière à LED. Le 2.0 S allant du haut, il a des phares antibrouillard et un rétroviseur avec des feux de virage latéraux, des sièges en tissu (également disponibles pour le 2.0 V) et le haut de gamme 2.4 SX est livré avec une transmission 4X4, un nouveau design de jantes en alliage, des sièges en cuir, des poignées de porte chromées, des phares HID et une clé intelligente avec démarrage/arrêt du moteur à bouton-poussoir. Tous les modèles reçoivent une caméra de recul et un bouton ECO. Début 2015, une version restylée pour le CR-V est arrivée, tous les modèles reçoivent désormais des feux de jour ou des feux de circulation diurnes, un pare-chocs inférieur garni à l'avant et à l'arrière, un nouveau hayon chromé et des phares avant redessinés. 3 niveaux de finition sont toujours disponibles, le 2.0 V disponible avec boîte manuelle ou automatique, régulateur de vitesse, bouton ECO, caméra de recul et bouches d'aération arrière, le 2.0 S est livré avec boîte automatique, phares antibrouillard, clé intelligente avec bouton de démarrage, palettes de changement de vitesse et ESP. Le 2.4 SX est le modèle haut de gamme et est livré avec caméra de surveillance de voie, système de navigation, essuie-glaces à détection automatique et transmission intégrale.

#### Thaïlande
En Thaïlande, le CR-V de quatrième génération a été lancé en septembre 2012. Il est proposé dans les versions 2.4 EL 4WD, 2.0 E 4WD et 2.0 S 2WD.  Ils sont tous couplés à une transmission automatique à cinq vitesses. Le 2.4 EL est livré de série avec des jantes en alliage de 18 pouces, un système d'entrée et de démarrage intelligent, un système de navigation, des phares à projecteur HID et des essuie-glaces à détection de pluie.

#### Vietnam
Le CR-V, avec la Honda City, ont été les véhicules les plus vendus de Honda dans le pays en 2014.

### Amérique du Nord
Le CR-V Concept a fait ses débuts au Salon international de l'automobile d'Orange County en septembre 2011, le CR-V de production 2012 a fait ses débuts au Salon de l'auto de Los Angeles 2011. Le CR-V a été mis en vente aux États-Unis le 15 décembre 2011.
Il est équipé d'un moteur quatre cylindres en ligne i-VTEC de 2,4 litres qui développe 185  ch et 220 Nm de couple à 4 400 tr/min, ainsi que d'une toute nouvelle transmission intégrale Real-Time (AWD) avec système de contrôle intelligent. Tous les CR-V nord-américains sont équipés d'une transmission automatique à 5 vitesses.  Les CR-V à traction avant consomment désormais 9.8 L en ville et 13 L sur l'autoroute, tandis que les modèles équipés de la transmission intégrale Real-Time en option consomment respectivement 9.4 et 12.8 L.
Restylage de 2015
Le CR-V 2015 restylé a été mis en vente en octobre 2014.  Le CR-V utilise le moteur à injection directe « Earth Dreams » et la combinaison de transmission à variation continue (CVT) introduite pour la première fois sur l' Accord de neuvième génération, la consommation de carburant estimée par l'EPA est améliorée de 1.7/1.3/1.3 L/100 km (ville/autoroute/combinée). La structure a été modifiée pour améliorer les performances en cas de collision, en particulier lors du test de collision à faible décalage de l'IIHS. Les amortisseurs de suspension, les ressorts, les barres anti-roulis et les bras de suspension inférieurs ont également été révisés pour améliorer les performances de conduite, tandis qu'un rapport de direction réduit de 15,6:1 et un servofrein plus grand lui confèrent une sensation plus sportive.
L'EX-L avec l'option de divertissement aux places arrière a été abandonnée pour l'année modèle 2015. Une nouvelle finition « Touring » remplace la finition « EX-L avec navigation » comme finition supérieure et ajoute l'avertissement de collision avant (FCW) avec système de freinage à atténuation de collision (CMBS), l'avertissement de sortie de voie (LDW) avec système d'assistance au maintien de voie (LKAS) et le régulateur de vitesse adaptatif (ACC) ainsi qu'un hayon électrique, un siège électrique et une mémoire de rétroviseur latéral, des phares projecteurs et des rétroviseurs latéraux à clignotants intégrés. L'intérieur a été modernisé pour un look plus haut de gamme avec la caméra de rétroviseur côté passager Lane Watch de Honda désormais de série (sur les versions EX et supérieures) ainsi que des phares extérieurs à feux de jour à LED nouvellement disponibles.

### Commercialisation
Pour promouvoir le véhicule pendant le Super Bowl XLVI, Honda a fait appel à Matthew Broderick pour sa publicité, qui rend hommage à son film de 1986 Ferris Bueller's Day Off.  La publicité est liée à la campagne « Leap List » de Honda pour le CR-V.  La société a également publié une version étendue de la vidéo.

### Moteur
| Code châssis        | Moteur                                | Puissance             | Couple                |
| ------------------- | ------------------------------------- | --------------------- | --------------------- |
| Petrol engines      |                                       |                       |                       |
| RM1 (FWD)           | 2.0 L I4 i-VTEC R20A (JDM spec)       | 150 cv à 6 200 tr/min | 191 Nm à 4 300 tr/min |
| RM1 (FWD) RM2 (AWD) | 2.0 L I4 i-VTEC R20A6                 | 155 cv à 6,500 tr/min | 190 Nm à 4,300 tr/min |
| RE5 (FWD/AWD)       | 2.0 L I4 i-VTEC R20A9                 | 155 cv à 6,500 tr/min | 190 Nm à 4,300 tr/min |
| RM4 (AWD)           | 2.4 L I4 i-VTEC K24A (JDM spec)       | 190 cv à 7,000 tr/min | 222 Nm 4,400 tr/min   |
| RM3 (FWD) RM4 (AWD) | 2.4 L I4 i-VTEC K24Z7                 | 187 cv à 7,000 tr/min | 221 Nm à 4,400 tr/min |
| RM3 (FWD) RM4 (AWD) | 2.4 L I4 i-VTEC K24Y1                 | 170 cv à 6,000 tr/min | 220 Nm à 4,300 tr/min |
| RM3 (FWD) RM4 (AWD) | 2.4 L I4 i-VTEC Earth Dreams K24W9    | 187 cv à 6,400 tr/min | 245 cv à 3,900 tr/min |
| RM3 (FWD) RM4 (AWD) | 2.4 L I4 i-VTEC Earth Dreams K24V5    | 175 cv à 6,200 tr/min | 224 Nm à 4,000 tr/min |
| Diesel engine       |                                       |                       |                       |
| RE6 (FWD/AWD)       | 2.2 L i-DTEC Turbo N22B4              | 150 cv à 4,000 tr/min | 350 Nm à 2,000 tr/min |
| RE6 (FWD/AWD)       | 1.6 L i-DTEC Turbo Earth Dreams N16A2 | 120 cv à 4,000 tr/min | 300 cv à 2,000 tr/min |
| RE6 (FWD/AWD)       | 1.6 L i-DTEC Turbo Earth Dreams N16A4 | 160 cv à 4,000 tr/min | 350 cv à 2,000 tr/min |

### Sécurité
Le CR-V utilise la structure avant à compatibilité avancée de Honda, la structure a été mise à niveau lors du restylage. Tous les modèles CR-V sont équipés de série d'une caméra de recul.

## Cinquième génération (2017 - 2023)
La cinquième génération du CR-V est présentée fin 2016 au Japon, puis sous forme de concept hybride au Salon de l'automobile de Francfort 2017. La version hybride se base sur un concept atypique de chez Honda. Le véhicule peut en même temps être entrainé par le moteur thermique et le moteur électrique. Et même si les deux moteurs sont en fonctionnement, le moteur thermique peut recharger la batterie électrique.
La version de série pour l'Europe est exposée au Salon de Genève 2018 en hybride et en 7 places, avant sa commercialisation en mars 2018. Honda aura attendu un an et demi entre sa commercialisation sur le territoire américain et le territoire européen, les États-Unis étant son premier marché.

### Phase 2
En 2019, Honda présente la version restylée du CR-V pour le marché américain, qui ne sera disponible qu'en 2021 pour le marché européen.
Lors de la fin de la carrière du CR-V de cinquième génération sur le marché français, sa gamme est simplifiée : Honda ne propose plus sa motorisation 100% thermique ni de ce fait sa déclinaison 7 places (incompatible avec le modèle hybride). En août 2022, la possibilité d'opter pour les 4 roues motrices est à son tour retirée du catalogue.

### Motorisations
Le nouveau CR-V n'est plus équipée de motorisation diesel. Il reçoit un quatre cylindres 1,5 litre turbocompressé de 190 ch accouplé au choix à une boîte manuelle 6 rapports ou une boîte à variation continue CVT, avec une transmission aux roues avant de série ou intégrale en option. La version hybride est équipée d'un 4-cylindres 2.0 i-VTEC essence à cycle Atkinson, associé à deux moteurs électriques : un moteur électrique pour la propulsion, et un moteur assurant le rôle de générateur de courant, le tout avec la boîte CVT.

### Finitions

#### Séries spéciales
- Origin

## Sixième génération (2022 - présent)
Une photographie montrant un dessin de brevet de la sixième génération du CR-V circulent sur les réseaux sociaux dès février 2022.
La présentation de la sixième génération du CR-V intervient le 13 juillet 2022, dans sa version destinée au marché nord-américain.
Une version à hydrogène du CR-V est prévue pour 2023. Elle sera fabriquée dans le site d'assemblage de la NSX, dont la carrière sera alors terminée, à Marysville, dans l'Ohio.
Cette sixième génération de CR-V est lancée en France en juillet 2023, en version hybride et hybride rechargeable.

### Finitions
Finitions disponibles en France au lancement :
- Executive
- Advance
- Advance Tech